# جون تايلور (أمين الأرشيف)
جون تايلور (بالإنجليزية: John Taylor)‏ هو أمين الأرشيف أمريكي، ولد في 1921، وتوفي في 20 سبتمبر 2008 بسبب قصور القلب.